# Gyergyózsedánpatak
Gyergyózsedánpatak (románul Telec) falu Romániában, Erdélyben, Neamț megyében.

## Fekvése
Gyergyóbékás mellett fekvő település.

## Története
A falu nevét 1850-ben említette először oklevél Zsedánpataka, Zsadán néven.
1854-ben Zsedánypataka, Jedan. 1888-ban Gyergyózsedánpatak néven írták.
A település 1888-ban a Gyergyótölgyesi járáshoz tartozott Almásmezővel, Bisztrapatakkal és Zsedántelekkel együtt.
1890-1966 között Gyergyóbékás része volt, 1966 óta azonban újra önálló falu.